# Колонна (род)
Коло́нна, римский род (итал. Colonna, лат. Columnensis) — древняя итальянская фамилия, игравшая в средневековой истории Рима большую роль; особенно знамениты её постоянные распри с домом Орсини. 

## История
Родоначальником её считают герцога Стефана, пришедшего из Германии в Италию около 1037 года; он женился на графине Эмилии, владетельнице Палестрины. Его потомок Пьетро делла Колонна (1099—1151), относящийся к ветви графов Тускулумских, получил, по преданию, прозвание от колонны Траяна, рядом с которой он жил и владел огромными земельными владениями, в том числе городом Палестриной и мощными замками. По иной версии фамильное имя происходит от городка Колонна, находящегося в окрестностях Рима, откуда семья ведёт свое происхождение с XII века. 
Род Колонна существует по настоящее время. Его фамильное владение — Палаццо Колонна (итал. Palazzo Colonna) — дворец в центре Рима, в районе Треви на площади Санти-Апостоли.

## Представители рода
Из многочисленных представителей могущественного рода Колонна, оказывавшего очень сильное влияние на избрание пап, наиболее известны:
- Джованни Колонна (старший) (ум. 1216) — католический церковный деятель, кардинал-священник Санта-Приска.
- Джованни Колонна (младший) (1212—1244) — католический церковный деятель, кардинал-священник Санта-Прасседе, племянник Джованни Колонны (старшего).
- Эгидий Колонна (Aegidius a Columnis) (1247—1316) — учёный-августинец и воспитатель Филиппа Красивого, для которого он написал сочинение «De regimine principum» (1282). Строгий приверженец учения Фомы Аквинского, за эрудицию прозванный doctor fondatissimus; в 1292 году возведён в генералы своего ордена, в 1296 год-м — в архиепископы Буржа.
- Джакомо Колонна[итал.] (1250—1318) — католический церковный деятель, кардинал при Николае III в 1278 году; пользовался влиянием при папе Николае IV. Противник Бонифация VIII, был вместе с братьями лишён своих владений и изгнан из Италии.
- Джакомо «Скьярра» Колонна — брат Джакомо, известный тем, что за то, что он предоставил тому убежище в Палестрине, был осаждён папскими войсками, взявшими последнюю. Бежал во Францию, откуда был послан Филиппом Красивым вместе с Ногаре в Италию, где содействовал пленению папы Бонифация в Ананьи. Позже он перешёл к гибеллинам, открыл Рим Людовику Баварскому, но неудавшаяся попытка низложить Иоанна XXII повлекла за собой его изгнание, где он и умер.
- Джованни Колонна[итал.] (1295—1348) — католический церковный деятель, кардинал из Авиньона, капелланом у которого служил Франческо Петрарка.
- Джованни Колонна (1298—1343) — хронист и историк из Тиволи, друг Петрарки, автор популярного сочинения «Море историй».
- Стефано Колонна (умер в 1379 году) — брат Шарры и Джакомо, друг Петрарки, вождь оппозиции против Колы ди Риенци; погиб во время восстания последнего.
- Просперо Колонна (1452—1523)— командуя в 1521 году императорскими и папскими войсками, изгнал французов из Милана, разбил в 1522 году маршала Лотрека при Бикокке, взял Геную и защитил Милан против Бониве.
- Фабрицио Колонна (умер в 1520 году) — известный итальянский кондотьер, сражался вместе с Просперо Колонна в Войне Камбрейской лиги.
- Виттория Колонна — его дочь, поэтесса, друг Микеланджело.
- Оддоне Колонна — римский папа Мартин V.
- Помпео Колонна — католический церковный деятель, кардинал и вице-король неаполитанский с 1530 года, умер в 1532 году.
- Маркантонио — прославился в сражении при Лепанто, командуя папскими галерами, умер в 1584 году вице-королём Сицилии.
- Просперо Колонна ди Шарра — католический церковный деятель, кардинал и церковный сановник в Папской области, кардинал-дьякон Сан-Джорджо-ин-Велабро, Санта-Мария-ад-Мартирес и Сант’Агата-дей-Готи.